# Dodge Matador
Dodge Matador – samochód osobowy klasy luksusowej produkowany pod amerykańską marką Dodge w latach 1959–1960. 

## Historia i opis modelu

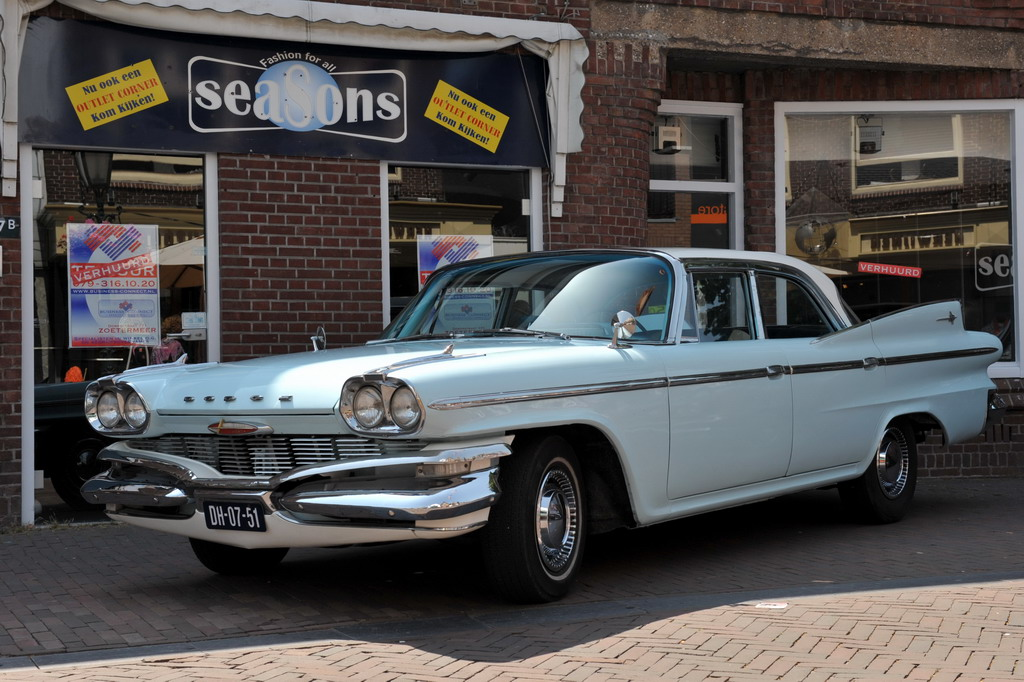
Dodge Matador

W 1959 roku Dodge poszerzył swoją ofertę modelową o model Matador, który był luksusowym wariantem modelu Polara i był pozycjonowany powyżej niego. Różnice były minimalne, opierając się głównie na innych detalach i bogatszym wyposażeniu.

### Produkcja
Dodge Matador był samochodem niskoseryjnym. W ciągu trwającej nieco ponad rok produkcji powstało 27 908 sztuk, co przejawiało się również niewielką sprzedażą.

### Silnik
- V8 5.9l